# Elecciones a la Asamblea Constituyente de Nepal de 2013
Las elecciones parlamentarias de Nepal fueron unas elecciones a la Asamblea Constituyente nepalí celebradas el 19 de noviembre de 2013.
En ellas el Partido del Congreso Nepalí fue el que más escaños obtuvo, situándose la cifra en 196 de los 575 que se eligen por sufragio universal, mientras que el Partido Comunista Unificado, de corriente maoísta, el cual tenía 229 escaños anteriormente se desplomó hasta los ochenta escaños en estos comicios.

## Contexto
La Política en Nepal ha estado marcada desde 2006 por el fin de la guerra civil que enfrentó a los comunistas de corriente maoísta con el gobierno central de Nepal. Pero sobre todo está marcada, con bastante más fuerza, por el fin de la monarquía en 2008.
Desde entonces, el Partido Comunista Unificado, donde se encuentran los líderes maoístas de la revolución contra el gobierno en la guerra civil es el que ha tenido la mayoría de votos para el parlamento obteniendo entre 229 y 240 escaños de 575 elegidos directamente en las votaciones.

## Las elecciones
Las elecciones transcurrieron sin incidentes mayores, un buen dato según el gobierno, considerando que en las últimas un artefacto explosivo mató a tres personas.
En total se presentaron unas 135 agrupaciones políticas más Independientes, aunque solo 16 recibieron más del 0,5% de votos, más la totalidad de los independientes que recibieron un 1,19%.

## Resultados
En estos comicios, el Partido Comunista Unificado vio como sus resultados se desplomaban en comparación a los comicios anteriores, puede que motivado por sus ideas sobre la redacción de la Constitución, ya que al tener casi exclusivamente la mayoría de escaños habían ideado una redacción casi exclusiva y pro-maoísta que no ha calado mucho en la población, la cual ha dado su voto a partidos moderados como el Congreso Nepalí o al Partido Comunista, con una ideología comunista más cercana a sus orígenes marxistas y leninistas.

### Consecuencias
Debido a esta variedad de los resultados en los comicios se teme que la redacción de la Constitución, la cual va a ser muy difícil debido a la disparidad de los tres grandes partidos, los cuales agrupan en total 453 diputados de los 575 que se eligen mediante sufragio universal.
La prensa internacional está pendiente de como evoluciona esta tarea, aunque por el momento ni siquiera se ha configurado el nuevo gobierno.